# Kim In-sung
Kim In-sung (김인성?, 金寅成?; Ansan, 9 settembre 1989) è un calciatore sudcoreano, ala del Pohang Steelers.

## Statistiche

### Cronologia presenze e reti in nazionale
| Cronologia completa delle presenze e delle reti in nazionale ― Corea del Sud | Cronologia completa delle presenze e delle reti in nazionale ― Corea del Sud | Cronologia completa delle presenze e delle reti in nazionale ― Corea del Sud | Cronologia completa delle presenze e delle reti in nazionale ― Corea del Sud | Cronologia completa delle presenze e delle reti in nazionale ― Corea del Sud | Cronologia completa delle presenze e delle reti in nazionale ― Corea del Sud | Cronologia completa delle presenze e delle reti in nazionale ― Corea del Sud | Cronologia completa delle presenze e delle reti in nazionale ― Corea del Sud |
| Data                                                                         | Città                                                                        | In casa                                                                      | Risultato                                                                    | Ospiti                                                                       | Competizione                                                                 | Reti                                                                         | Note                                                                         |
| ---------------------------------------------------------------------------- | ---------------------------------------------------------------------------- | ---------------------------------------------------------------------------- | ---------------------------------------------------------------------------- | ---------------------------------------------------------------------------- | ---------------------------------------------------------------------------- | ---------------------------------------------------------------------------- | ---------------------------------------------------------------------------- |
| 15-12-2019                                                                   | Busan                                                                        | Corea del Sud                                                                | 1 – 0                                                                        | Cina                                                                         | Coppa dell'Asia orientale                                                    | -                                                                            | 68’                                                                          |
| 18-12-2019                                                                   | Busan                                                                        | Corea del Sud                                                                | 1 – 0                                                                        | Giappone                                                                     | Coppa dell'Asia orientale                                                    | -                                                                            | 73’                                                                          |
| 25-3-2021                                                                    | Yokohama                                                                     | Giappone                                                                     | 3 – 0                                                                        | Corea del Sud                                                                | Amichevole                                                                   | -                                                                            | 82’                                                                          |
| Totale                                                                       |                                                                              | Presenze                                                                     | 3                                                                            |                                                                              | Reti                                                                         | 0                                                                            |                                                                              |

## Palmarès

### Club

#### Competizioni nazionali
- K League 1: 1

Jeonbuk Hyundai Motors: 2014
- Coppa della Corea del Sud: 3

Ulsan Hyundai: 2017
Pohang Steelers: 2023, 2024

#### Competizioni internazionali
- AFC Champions League: 1

Ulsan Hyundai: 2020

### Individuale
- Miglior giocatore della Coppa di Corea del Sud: 1

2024